# Военный переворот в Ливии (1969)
Ли́вийская револю́ция 1969 года (араб. انقلاب 1969 في ليبيا‎), также известная как Революция аль-Фатех, Революция 1 сентября и  Военный переворот в Ливии 1969 года — военный переворот левого толка в Ливии, осуществлённый 1 сентября 1969 года подпольной армейской организацией «Свободные офицеры юнионисты-социалисты» под общим руководством капитана Муаммара Каддафи. К концу 1960-х годов правительство короля Идриса становилось всё более непопулярным из-за бесхозяйственности внутри страны, а рост арабских националистических настроений ещё больше ослабил его позиции. Во время осуществления переворота Идрис находился на лечении в Турции, и несмотря на поддержку его правительства западными державами, не смог никак воспрепятствовать мятежникам. Переворот был бескровным и получил восторженную поддержку общественности. Под давлением путчистов, наследный принц Сейид Хасан ар-Рида аль-Махди ас-Сенусси отказался от своих притязаний на трон. Переворот привёл к ликвидации в Ливии монархии и провозглашении республики, а также к радикальному изменению внешней политики страны в сторону поддержки панарабизма и антиимпериализма. Каддафи в качестве председателя СРК стал главой государства.

## Предпосылки
Ливия получила независимость в декабре 1951 года благодаря гибкой и искусной дипломатии эмира Киренаики — Идриса ас-Сануси (глава ордена Санусия). Страна была провозглашена конституционной монархией, эмир принял титул короля.
Открытие значительных запасов нефти в 1959 году и последующий доход от продажи нефти позволили королевству превратиться из одной из беднейших стран мира в богатое и процветающе государство. Хотя нефть значительно улучшила финансовое положение ливийского правительства, начало нарастать недовольство возросшей концентрацией национального богатства в руках королевской семьи. Королевство также приложило мало усилий в попытках объединить страну и плохо управляло внутренними делами Ливии. Это недовольство усилилось с ростом насеризма, баасизма и арабского национализма/социализма во всём арабском мире.
К 1969 году Центральное разведывательное управление США (ЦРУ) ожидало, что части ливийских вооружённых сил совершат государственный переворот. Хотя они утверждали, что знали о движении «Свободные офицеры», с тех пор они проигнорировали его, заявив, что вместо этого они следили за революционной группировкой «Чёрные сапоги» Абдулы Азиза Шалхи. Шалхи, который фактически занимал пост главы администрации Идриса, и его брат Омар были сыновьями давнего главного советника Идриса Ибрагима Шалхи, который был убит племянником королевы Фатимы осенью 1954 года. После убийства их отца (включая ещё одного брата, Бусири, который погиб в автокатастрофе в 1964 году) братья Шалхи стали любимцами Идриса. Семья Шалхи, пользовавшаяся большим влиянием в Киренаике, считалась «крайне коррумпированной», и зависимость Идриса от них вызывала недовольство ливийской общественности.
Британцы, имевшие крупное военное присутствие в Ливии и тесные связи с верховным командованием ливийской армии, также считали государственный переворот неизбежным. Тогдашний министр обороны Великобритании Денис Хили позже написал в своих мемуарах в 1991 году, что «было очевидно, что монархия, вероятно, падёт в любой момент в результате военного переворота», и что семья Шалхи, скорее всего, свергнет короля. При этом британцы сами активно помогали братьям Шалхи, создавая условия для их переворота, потому что они были недовольны недостаточно прозападной политикой Идриса, а также они не хотели видеть наследного принца Хасана на троне, поскольку тот, в теории, мог, как считали британцы, попасть под влияние Египта и, как следствие, Советского Союза. Таким образом, британцы считали, что братья Шалхи с большей вероятностью будут лучше продвигать их интересы в стране.

## Военный переворот
К апрелю 1969 года братья Шалхи ещё больше укрепили свою власть. Абдул Азиз Шалхи стал начальником штаба ливийской армии, а Омар Шалхи королевским советником. Омар также женился на дочери бывшего премьер-министра на «официальной публичной церемонии», которая ещё больше озлобила ливийцев. В середине 1969 года Идрис уехал в Турцию и Грецию во время широко распространённых слухов о будущем государственном перевороте, который готовят братья Шалхи 5 сентября. В августе 1969 года, во время отпуска в Греции, Идрис решил отречься от престола и передать власть наследнику 2 сентября после того, как ему стали известны сообщения о распространении публикаций, направленных против Идриса. «Свободные офицеры» назвали 1 сентября своим шансом свергнуть монархию раньше братьев Шалхи, сделав это по своей кодовой операции «Иерусалим».
Организация «Свободные офицеры», руководителем которой был капитан Муаммар Каддафи, при непосредственной помощи спецслужб Египта («Мукхабарат-Элам»), осуществила 1 сентября 1969 года государственный переворот. Группа из примерно 70 молодых армейских офицеров и рядовых солдат, в основном приписанных к корпусу связи, захватила власть в стране. Монархия была упразднена. Переворот был начат в Бенгази; и в течение двух часов он был завершён. Армейские подразделения быстро сплотились в поддержку переворота, и в течение нескольких дней в Триполи и других местах по всей стране был установлен контроль военных.
Свободные офицеры заняли аэропорты, полицейские склады, радиостанции и правительственные учреждения в Триполи и Бенгази. Каддафи захватил военные казармы «Барка» в Бенгази, Умар Мухайши захватил казармы Триполи, а Джаллуд захватил городские зенитные батареи. Хвельди Хамейди захватил радиостанцию в Триполи и был послан арестовать наследного принца Хасана, чтобы заставить того отказаться от своих притязаний на трон. Считается, что при аресте Абдулы Азиза Шалхи, тот сказал: «Нет! Вы, идиоты! Переворот должен состояться не сегодня вечером!».
Переворот был воспринят населением, особенно молодёжью в городских районах, с энтузиазмом. Опасения по поводу сопротивления в Киренаике и Феццане оказались необоснованными. Сообщений о смертельных случаях или инцидентах с применением насилия, связанных с переворотом, не поступало.
Движение «Свободные офицеры», взявшее на себя ответственность за осуществление переворота, возглавлялось президиумом из двенадцати человек, который называл себя «Советом революционного командования» (СРК). Этот орган сформировал после переворота новое правительство Ливии. В своём первоначальном заявлении от 1 сентября СРК провозгласил страну свободным и суверенным государством под названием Ливийская Арабская Республика, которая будет идти «по пути свободы, единства и социальной справедливости, гарантируя своим гражданам право на равенство и открывая перед ними двери для почётной работы». Правление турок и итальянцев и «реакционное» правительство, которые были свергнуты, характеризовались как принадлежащие к «тёмным векам», из которых ливийский народ был призван двигаться вперёд как «свободные братья» к новой эре процветания, равенства и чести.
Народ Ливии! В ответ на вашу собственную волю, исполняя ваши самые искренние пожелания, отвечая на ваши самые непрекращающиеся требования перемен и возрождения, а также на ваше страстное желание стремиться к достижению этих целей: прислушиваясь к вашим подстрекательствам к мятежу, ваши вооруженные силы предприняли свержение коррумпированного режима, зловоние которого вызывает у нас отвращение и ужас. Одним ударом наша доблестная армия свергла этих идолов и уничтожила их изображения. Одним махом это осветило долгую темную ночь, в течение которой за турецким господством последовало сначала итальянское правление, затем этот реакционный и декадентский режим, который был не более чем рассадником вымогательства, фракций, предательства и измены родине.
СРК проинформировал дипломатических представителей разных стран в Ливии о том, что революционные изменения не были направлены извне страны, что существующие договоры и соглашения останутся в силе и что жизни и имущество иностранцев будут защищены. Новое правительство быстро получило дипломатическое признание из стран по всему миру. Признание США было официально дано 6 сентября.
Король Идрис, находясь в это время в Турции, где проходил курсы лечения, смирился со своим низложением.

## Последствия
Ввиду отсутствия внутреннего сопротивления, казалось, что главная опасность для нового правительства заключалась в возможности контрпереворота и восстановления монархии, спровоцированной бывшим королём Идрисом или его наследником Хасаном, который был взят под стражу во время переворота вместе с другими высокопоставленными гражданскими и военными официальными лицами королевского правительства, включая Абдул Азиза Шалхи. Однако через несколько дней после переворота Хасан был вынужден публично отказался от всех своих прав на трон, заявил о своей поддержке нового правительства и призвал народ принять его без насилия.
После переворота, советские военно-морские силы расположились вдоль ливийского побережья. СССР пристально следил за кораблями 6-го флота США. Этим действием, СССР косвенно намекал американцам держаться подальше от событий в Ливии. Скорее всего, СССР пытался пресечь действия со стороны США, аналогичных высадке десанта в Ливане во время кризиса 1958 года или интервенции в Доминиканскую Республике в 1965 году. В то же время, СССР заработал себе определённый политический и психологический вес в глазах арабов. Сразу после переворота новое правительство Ливии публично выразило «благодарность» ВМФ СССР за то, что он не позволил 6-му флоту США «вмешаться» во внутриполитические дела страны.
2 сентября 1969 года Омар Шалхи, бежавший из Ливии, связался с министром иностранных дел Великобритании Майклом Стюартом в Лондоне и попросил британцев помочь любыми доступными средствами, но Стюарт отказал ему. 5 сентября 1969 года Омар Шалхи отправился в США, но получил холодный приём от администрации Никсона и был принят только представителем США среднего ранга в ООН. 4 сентября 1969 года Идрис в ходе обмена посланиями с СРК через президента Египта Насера, отмежевался от сообщений о попытках Омара Шалхи добиться вмешательства Великобритании и отказался от каких-либо намерений вернуться в Ливию. В свою очередь, СРК заверил его в безопасности его семьи, всё ещё находящейся в стране. По собственной просьбе и с одобрения Насера Идрис вновь поселился в Египте, где он провел остаток своей жизни. Престарелый монарх скончался в Каире 25 мая 1983 года в возрасте 93 лет.
7 сентября 1969 года СРК объявил, что он назначил кабинет министров для руководства правительством новой республики. Техник с американским образованием палестинец Махмуд Сулейман аль-Магриби, который с 1967 года находился в заключении за свою политическую деятельность, был назначен премьер-министром. Он председательствовал в Совете министров, состоящем из восьми членов, из которых шестеро, как и Маграби, были гражданскими лицами, а двое Адам Саид Хавваз и Муса Ахмад были военными офицерами. Ни один из офицеров не был членом СРК. Хавваз и Ахмад вскоре будут замешаны в неудавшемся государственном перевороте против СРК в декабре 1969 года.
Совету министров было поручено осуществлять общую политику государства, разработанную СРК. На следующий день СРК присвоил капитану Каддафи звание полковника и назначил его главнокомандующим ливийскими вооружёнными силами. Хотя представители СРК до января 1970 года отказывались раскрывать какие-либо другие имена членов СРК, с этой даты стало очевидно, что главой СРК и новым фактическим главой государства был Каддафи.
Аналитики поспешили указать на поразительное сходство между ливийским военным переворотом 1969 года и переворотом в Египте Насера в 1952 году, и стало ясно, что египетский опыт и харизматичная фигура Насера сформировали модель движения свободных офицеров. Поскольку СРК в последние месяцы 1969 года приступил к проведению внутренних реформ, он провозгласил нейтралитет в противостоянии между сверхдержавами и противодействие всем формам колониализма и империализма.
Это также ясно продемонстрировало приверженность Ливии арабскому единству и поддержке палестинцев против Израиля. СРК подтвердил идентичность страны как части арабской нации и её государственной религии как ислам. Парламентские институты королевства были распущены, законодательные функции взял на себя СРК, а запрет на деятельность политических партий был сохранен, действовавший с 1952 года.
Новое правительство категорически отвергло коммунизм – в значительной степени потому, что он был атеистическим – и официально поддержало арабскую интерпретацию социализма, которая объединяла исламские принципы с социальными, экономическими и политическими реформами.